# Implantierbare Hörsysteme
Als implantierbare Hörsysteme werden verschiedene Gerätesysteme bezeichnet, die ein beeinträchtigtes Gehör bei bestimmten Indikationen verbessern sollen und für die Anwendung dauerhaft implantiert werden. Je nach System erfolgt eine Implantation des kompletten Gerätes oder von Teilen des Systems. Auch bei Vollimplantaten ist jedoch ein externes Gerät notwendig, mit dem ein mitimplantierter Akku wieder aufgeladen werden kann.

## Schädelknochenimplantate

### Indikationen
Ein Hörgerät mit Schädelknochenimplantat wird verwendet bei Ohrfehlbildungen mit atretischem äußeren Gehörgang oder Residuen nach chronischen Mittelohrentzündungen, bei denen chirurgische Maßnahmen die Hörleistung nicht dauerhaft verbessern können, oder wenn konventionelle Hörgeräte nicht getragen werden können. Daneben werden als Voraussetzung genannt: ein funktionierendes Innenohr und ein funktionierender Hörnerv, der Ausschluss einer Knochenstoffwechselerkrankung (Osteoporose oder verminderte Knochendichte), Kooperation in Bezug auf Hygiene und ein Mindestalter von 5 Jahren.

### Risiken und Folgen der Implantation
Durch mangelnde Hygiene kann sich die Wunde entzünden. Dies kann wiederum eine Abstoßung bis hin zur Hirnhautentzündung zur Folge haben. Die Eintrittswahrscheinlichkeit hierfür wird jedoch als „äußerst gering“ bezeichnet.

### System BAHA

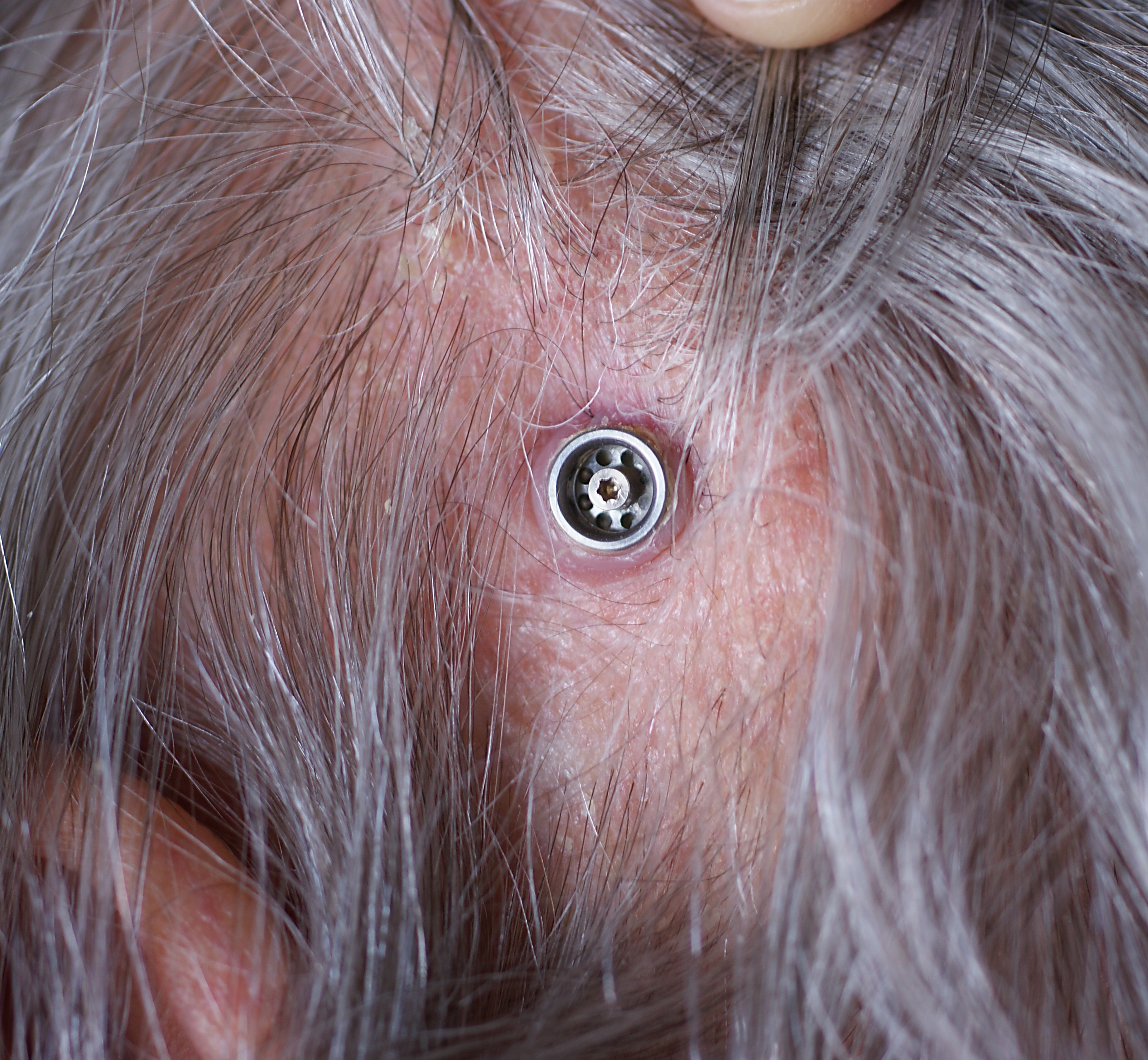
Implantierte Titanschraube hinter dem Ohr

Das Gerät mit der Bezeichnung BAHA® („Bone Anchored Hearing Aid“) ist ein „teilimplantiertes“ Hörgerät. Das Implantat ist eine Schraube aus Titan, die durch die Haut hindurchführend im Schädelknochen verankert wird. Daran wird mit einer Schnappkupplung ein externer Hörverstärker befestigt. Der in Vibrationen umgewandelte Schall wird über den Schädelknochen und das tieferliegende Felsenbein auf das Innenohr übertragen. Von dem Hörverstärker gibt es vier unterschiedliche Modelle. Weltweit wurden über 30.000 Patienten mit einem solchen System versorgt.
Ebenfalls auf dem Markt ist das Knochenleitungshörsystem alpha M. Es ist ein nicht offenes System mit einem Haltemagneten unter der Haut. Eine die Haut penetrierende Schraube zur Ankopplung des Hörverstärkers entfällt. Da es mit elektrischer Signalverarbeitung wirkt, ist es im Gegensatz zum BAHA ein „aktives implantierbares medizinisches Gerät“ nach der AIMG-Richtlinie 90/385/EWG.

## Mittelohrimplantate

### Vorhandene zugelassene Systeme
Im Folgenden sind die Implantate aufgeführt, die beim Stand von 2008 in Europa zugelassen und verwendet werden.
Die Darstellungen enthalten keine Aussagen über Details des chirurgischen Eingriffs und keine Aussagen über das Ausmaß des (individuell unterschiedlichen) „Hörerfolgs“. Mittelohrimplantate mit elektrischer Signalverarbeitung unterstehen der Richtlinie über aktive implantierbare medizinische Geräte (AIMG-Richtlinie 90/385/EWG).
Rein physiologische Wirkung haben Passive Mittelohrimplantate, mit denen chirurgisch ein regelhafter Zustand der Gehörknöchelchen hergestellt wird. Diese Implantate werden nicht als Hörgerät betrachtet.

### Indikationen
Aktive Mittelohrimplantate werden bei Erwachsenen eingesetzt, wenn gewöhnliche Hörgeräte wegen medizinischer Probleme wie Außenohrmissbildungen oder Allergien gegen Hörgerätematerialien nicht eingesetzt werden können. Der Indikationsbereich reicht von der reinen Schallempfindungsschwerhörigkeit bis zu kombinierter Schwerhörigkeit.
Für Kinder sind die meisten Mittelohrimplantate nicht zugelassen, da die das Mittelohr umgebenden Knochen noch im Wachstum begriffen sind. Eine Ausnahme bildet die Vibrant Soundbridge, die 2009 die Zulassung für Kinder im europäischen Raum erhalten hat. Die inneren Haarzellen müssen, wie für eine Versorgung mit einem gewöhnlichen Hörgerät, weitgehend intakt sein. Zudem muss in den meisten Fällen das Mittelohr eine normale Funktion haben.
(Indikationen werden hier mit dem Vorbehalt der individuellen Überprüfungsbedürftigkeit, notwendiger Voraussetzungen und eventuell zu beachtenden Kontraindikationen wiedergegeben.)

### Risiken und Folgen der Implantation
Von Seiten der Anbieter wird der operative Eingriff häufig als risikoarm und dem einer einfachen Mittelohroperation (Tympanoplastik) vergleichbar bezeichnet.
Jedoch besteht wie auch bei jeder anderen Operation das Risiko einer Anästhesie-Komplikation (zum Beispiel Kreislaufprobleme) und einer Infektion. Speziellere Risiken sind Schädigungen des Geschmacksnerven, der Chorda tympani, sowie des Gesichtsnerven (Nervus facialis), die sich in Gesichtslähmungen äußern. Das größte Risiko stellt, wie bei anderen Eingriffen an den Gehörknöchelchen, die mögliche Ertaubung des operierten Ohres dar.
Falls das Implantat einen Magneten zum Festhalten von außen an die Haut angelegten Geräteteilen enthält, darf der Patient einer Kernspintomographie ausdrücklich nur dann unterzogen werden, wenn Hersteller spezifische Grenzen eingehalten werden. 
Die Leistung der wiederaufladbaren Batterien nimmt nach mehreren Jahren des Betriebs ab und muss mit einem erneuten chirurgischen Eingriff ausgewechselt werden. Da im Allgemeinen nur die Batterie ausgewechselt werden muss, kann der chirurgische Zweiteingriff geringfügiger sein als die Erstimplantation. Als maximale Betriebsdauer werden 9 (System Esteem) bis 13 (System Carina) Jahre angegeben.

### Kosten
Die Kosten eines implantierbaren Hörgeräts betragen derzeit (2007) etwa 10.000 € (System Vibrant Soundbridge) bis 30.000 € (System Esteem) pro Gerät einschließlich der Kosten des chirurgischen Eingriffs. Die Kosten werden von den gesetzlichen Krankenkassen nur übernommen für Implantationen aus medizinischen Gründen, die die Benutzung konventioneller Hörgeräte ausschließen.

### System Vibrant Soundbridge
Das Gerät mit der Bezeichnung Vibrant Soundbridge® System (der Firma MED-EL) ist das am häufigsten verwendete aktive Mittelohrimplantat. Es besteht aus dem extern getragenen Audioprozessor und dem unter der Haut sitzenden Implantat. Der Audioprozessor wird durch einen Magneten gehalten, der außen auf der Haut gegenüber einem im Implantat befindlichen Magneten positioniert wird. Das Implantat enthält einen Empfänger und den von Geoffrey R. Ball entwickelten Schwingungskörper FMT (Floating Mass Transducer). Mögliche Ankopplungspunkte des FMT im Mittelohr sind der Amboss, der Steigbügel, das runde Fenster oder zusätzlich eingebrachte passive Mittelohrimplantate wie TORP und PORP. Zur Realisierung dieser Ankopplungsmöglichkeiten stehen unterschiedliche mechanische Elemente (Coupler) zur Verfügung.
Das Mikrofon des externen Audioprozessors nimmt den Schall auf und überträgt ihn als elektromagnetisches Signal durch die Haut an das Implantat, das es mit Hilfe des FMT-Schwingungskörpers in Vibrationen umwandelt. Diese Vibrationen werden über den Ankopplungspunkt als mechanisches Schallsignal eingebracht und stimulieren so das Hörorgan.
Durch die Einpunktfixierung des FMT an einer Mittelohrstruktur ist das System auch für die Behandlung von Kindern geeignet.

### System Carina
Bei dem Gerät mit der Bezeichnung „Carina™“ besteht das Implantat aus drei zusammenhängenden Teilen: einer Kapsel, in der sich die Steuerelektronik befindet, dem Mikrofon und einem Wandler, der als „Middle Ear Transducer™“ bezeichnet ist. Die Elektronikkapsel enthält Akku, Magnet, Schallprozessor und einen Anschluss für den Wandler. Die Gerätekomponenten werden vollständig hinter der Ohrmuschel unter der Haut eingesetzt.
Der Schall wird vom Mikrofon unter der Haut erfasst, von der Elektronik in geeigneter Weise in elektrische Signale verarbeitet und an den Wandler im Mittelohr übertragen. Der Wandler hat eine Spitze, die die Gehörknöchelchen berührt. Ab diesem Punkt werden die dort übertragenen Schallvibrationen wie bei normalem Gehör verarbeitet. Aufgrund dieser Schallverarbeitung, berichten Nutzer dieses Hörsystems von einer natürlicheren Klangqualität.
Der Akku wird mit einem externen, über den im Implantat enthaltenen Haltemagneten von außen angelegten Ladegerät aufgeladen. Das Implantat kann auch ohne Aufladung über ein Fernbedienungsgerät gesteuert werden, das über dem Implantat vom Magneten gehalten wird.
Das vollimplantierbare Hörsystem ist für mittel- bis hochgradige Schallleitungs-, Schallempfindungs- und kombinierte Schwerhörigkeit geeignet. Mögliche Indikationen für das vollimplantierbare Hörsystem sind beispielsweise:
- Chronische Mittelohrentzündung
- chronische Infektionen
- Gehörgangatresie
- Cholesteatom
- Otosklerose
- Trauma
- mehrere Ossikuloplastiken
- Allergie/Psoriasis/Dermatitis im Gehörgang

### System Esteem
Bei dem Gerät mit der Bezeichnung „Esteem System“ besteht das Implantat hinter der Ohrmuschel unter der Haut aus einem Audioprozessor und zwei Wandlern, dem Sensor und dem Treiber. Der Sensor wird mit der Gehörknöchelchenkette verbunden und nutzt damit das Trommelfell als natürliches Mikrofon. Die Schalltrichterwirkung der Ohrmuschel wird damit auch ausgenutzt.
Die aufgenommenen Schallvibrationen werden piezoelektrisch umgewandelt und an den Audioprozessor weitergegeben. Dieser filtert und verstärkt die elektrischen Signale und leitet sie an den Treiber weiter, der sie in verstärkte mechanische Schwingungen zurückverwandelt und auf den Steigbügel und nachfolgend auf die Hörschnecke überträgt.
Um Rückkopplungen zu vermeiden, muss die Gehörknöchelkette unterbrochen werden, dies führt bei Geräteausschaltung zu einer extremen Schallleitungsschwerhörigkeit. Bei einer Explantation muss zudem die Gehörknöchelkette rekonstruiert werden.
Der individuell programmierte Audioprozessor enthält auch die Batterie. Mit einer externen Fernbedienung kann das Gerät ein- oder ausgeschaltet sowie die Lautstärke verändert werden.

### System TICA
Wissenschaftler der Universität Tübingen entwickelten das Mittelohrimplantat TICA, bei dem ein herkömmliches Luftschallmikrofon mit implantiert wurde. Das gab jedoch Probleme beim Einwachsen des Implantats, außerdem mussten Anwender wegen der Lage des Mikrofons unter der Haut unter Umständen mit Qualitätseinbußen rechnen. Dieses System wird seit etwa 2004 nicht mehr eingesetzt.

## Innenohrimplantate/Cochleaimplantate
Das Cochleaimplantat-System besteht aus einem extern zu tragenden digitalen Sprachprozessor mit Mikrofon und einer Sendespule mit Magnet, und dem eigentlichen Implantat, das sich aus einem weiteren Magneten, einer Empfangsspule, dem Stimulator, und dem Elektrodenträger mit den Stimulationselektroden zusammensetzt. Die Elektroden werden in die Cochlea (Hörschnecke) eingeführt. Die Empfangsspule wird hinter dem Ohr unter der Haut platziert. Die Sendespule des Prozessors haftet mit Hilfe der Magneten auf der Kopfhaut über der Empfangsspule des Implantats. Die Spannungsversorgung des Implantats erfolgt durch die Kopfhaut mittels elektromagnetischer Induktion.
Rein medizinisch betrachtet kann ein Cochleaimplantat zur Anwendung kommen wenn der Grund für die Beeinträchtigung des Gehörs in einer erheblichen Beeinträchtigung der Funktion des Innenohres, insbesondere der Haarzellen, liegt. Für die Entscheidung zur Implantation wird in Deutschland jedoch auch der Werdegang vor der Ertaubung mit herangezogen. So wird bei tauben Erwachsenen, die schon vor oder während des Spracherwerbs ertaubt sind, eine CI-Versorgung nicht angeraten, da ein lautsprachliches Verstehen in der Regel nicht zu erwarten ist.

## Hirnstammimplantat
Ein Hirnstamm-Implantat ist ein elektronisches Gerät zur direkten Stimulierung der Hörbahnen im Hirnstamm. Es ist ein modifiziertes Cochleaimplantat (CI), das nicht das Innenohr (Cochlea) elektrisch stimuliert, sondern den ersten Hörkern im Hirnstamm. Hierzu wird das Implantat in den Schädelknochen hinter die Ohrmuschel eingepflanzt; die Stimulationselektrode wird auf den ersten Hörkern, den Nucleus cochlearis, positioniert. Diese Elektrode besteht aus insgesamt 21 „Knopfelektroden“.
Das ABI ist vor allem für erwachsene NF2-Patienten (Neurofibromatose Typ2) konzipiert und weiterentwickelt worden. NF2 führt unter anderem dazu, dass sich Tumore vor allem am Hörnerv, der akustische Signale von der Cochlea zum Gehirn leitet, entwickeln können. Eine Folge davon ist, dass der Tumor an die Hörnerven drückt, er kann aber auch andere Nerven in derselben Region schädigen. Deshalb gibt es in der Regel keine andere Möglichkeit, als den Tumor zu entfernen – oft werden die Hörnerven durchtrennt oder so geschädigt, dass keine akustischen Signale mehr weiter geleitet werden können. Damit besteht keine Verbindung mehr zwischen der Cochlea und dem Gehirn. Um dies zu beheben, wurde die Hirnstamm-Implantat-Variante entwickelt.